# Zsámbok
Zsámbok ([ˈʒaːmbok]) est un village et une commune du comitat de Pest en Hongrie.
Les villages et villes alentour sont Vácszentlászló, Tura, Dány, Kóka, Tóalmás, Valkó et Jászfényszaru.
Le village compte environ 2 500 habitants.

## Accès
Autoroute M3 depuis Budapest, en traversant Gödöllő, vers Valkó puis Vácszentlászló.

## Histoire
Le village existe depuis le Moyen Âge. Son nom a évolué au cours des siècles :
- 1328: Sambuc ;
- 1380: Sambok ;
- 1470: Tót Sambok ;
- 1561: Sombok, Sombog ;
- 1562: Sombok ;
- 1660: Sambok ;
- 1666: Zsambok ;
- 1675: Zsámbok.

La première mention du nom Zsámbok indique qu'un certain László fils de Márton de Zsámbok reçoit ces terres, le village existait donc déjà.
Zsámbok est un nom d'origine française, qui vient des comtes de Champagne. Le chevalier Aynard, arrivé en Hongrie avec Marguerite de France, fille du roi de France et épouse du roi de Hongrie Béla III, reçut du roi en 1186 le village et ses alentours.
Zsámbok a demandé en 1952 mais n'a pas obtenu d'être renommé en Nagyzsámbok (nagy « grand ») pour éviter les confusions, car il existe aussi, à l'ouest de Budapest une petite ville du nom de Zsámbék.

## Traditions
Costume traditionnel : Plusieurs femmes âgées le portent encore au quotidien, et les jeunes le revêtent lors des fêtes.
Festival : Chaque année, Zsámbok organise le Festival de la ratatouille (Lecsót a keceléből) qui réunit plus de 5 000 personnes. Le village organise un concours de la meilleure ratatouille, une exposition de costumes, des visites du village, des danses et des chants.

## Monument
Une église catholique romaine de style baroque construite entre 1752 et 1754.

## Administration

### Jumelage
La commune est jumelée avec la ville française d'Orelle en Savoie.